# Claudio Biaggio
Claudio Darío Biaggio (Santa Rosa, 2 luglio 1967) è un allenatore di calcio ed ex calciatore argentino, di ruolo attaccante.

## Carriera

### Club
Claudio Biaggio ha iniziato la sua carriera professionistica nel Peñarol in Uruguay, dove ha giocato nella stagione 1989-1990, prima di trasferirsi al Danubio, dove è rimasto fino al 1992.
Nel 1992 è approdato in Argentina al San Lorenzo, dove si è affermato come uno degli attaccanti più prolifici, realizzando 36 reti in 95 presenze. Dopo una breve esperienza in Europa con i francesi del Bordeaux nel 1996, è tornato al San Lorenzo, dove ha militato fino al 1999.
Successivamente ha giocato per il Colón, con 16 gol in 50 partite, e nel 2001 ha vissuto una parentesi in Giappone con l'Avispa Fukuoka, segnando 2 reti in 13 incontri.
Nel 2002 ha avuto brevi esperienze con il Deportivo Cuenca in Ecuador e un ritorno al Danubio. Nel 2003 ha militato nel Oriente Petrolero in Bolivia, segnando ben 13 gol in 15 presenze. Ha poi concluso la carriera tra Argentina e Uruguay con varie squadre minori, tra cui La Plata FC, San Martín de Mendoza, Juventud de Las Piedras, Deportivo Laferrere, Estudiantes de Río Cuarto, Teodelina FC e Ferro Carril Sud, ritirandosi nel 2009.

### Nazionale
Con la nazionale argentina, Biaggio ha collezionato una presenza nel 1995.

### Allenatore
Dopo il ritiro, Biaggio ha intrapreso la carriera da allenatore, guidando il San Lorenzo tra il 2017 e il 2018. In seguito ha allenato il Chacarita Juniors (2020), il Sud América (2021), i boliviani del The Strongest (2022 e 2023) e l'Always Ready nel 2023.

## Palmarès

### Giocatore

#### Competizioni nazionali
- Campionato argentino: 1

San Lorenzo: Clausura 2005